# Milan Chlíbec
Milan Chlíbec (24. dubna 1933 Praha – 16. července 2017 Praha) byl český keramik, designér a pedagog.

## Životopis
V letech 1949–1952 studoval Státní keramickou školu v Praze.
Byl členem výtvarné skupiny Objekt, která působila v Ústí nad Labem.
Na Vysoké škole uměleckoprůmyslové v Praze byl vedoucím keramické dílny.
Mezi jeho díla patří realizace stěny v kulturním domě v Mostě a dekorativní keramické stěny na vstupní fasádě základní školy ve Stříbrníkách. Nejznámějším dílem designu keramiky tohoto autora je snídaňový soubor Leona.
Vystavoval v rámci kolektivních výstav doma i v zahraničí. Například v roce 1960 v italském Miláně nebo 1983 v německých Brémách. Dále v Praze v letech 1975, 1980 a 1985 v rámci výstav zvaných Výtvarní umělci k výročí osvobození a Vyznání životu a míru. Roku 1980 pořádal samostatnou výstavu v Praze.
V letech 1962, 1966 a 1968 se dostal do finále prestižní světové soutěže keramiky s názvem Premio di Faenza. V roce 1972 získal II. cenu ve světové soutěži keramiky Concorso Internacionale della Ceramica v italském Gualdo Tadinu a v roce 1973 ve stejné soutěži dokonce I. cenu.
Od roku 1963 působil v tvůrčí skupině s názvem Objekt.
Je zastoupen ve sbírkách Mezinárodního muzea keramiky v Bechyni, Moravské galerie v Brně, pobočce Alšově Jihočeské Galerie v Hluboké nad Vltavou, Uměleckoprůmyslového muzea v Praze, Retromuzea Galerie výtvarného umění v Chebu, Muzea Karlovy Vary, regionálního muzea v Teplicích a ve spoustě dalších institucí a sbírkách.

## Galerie

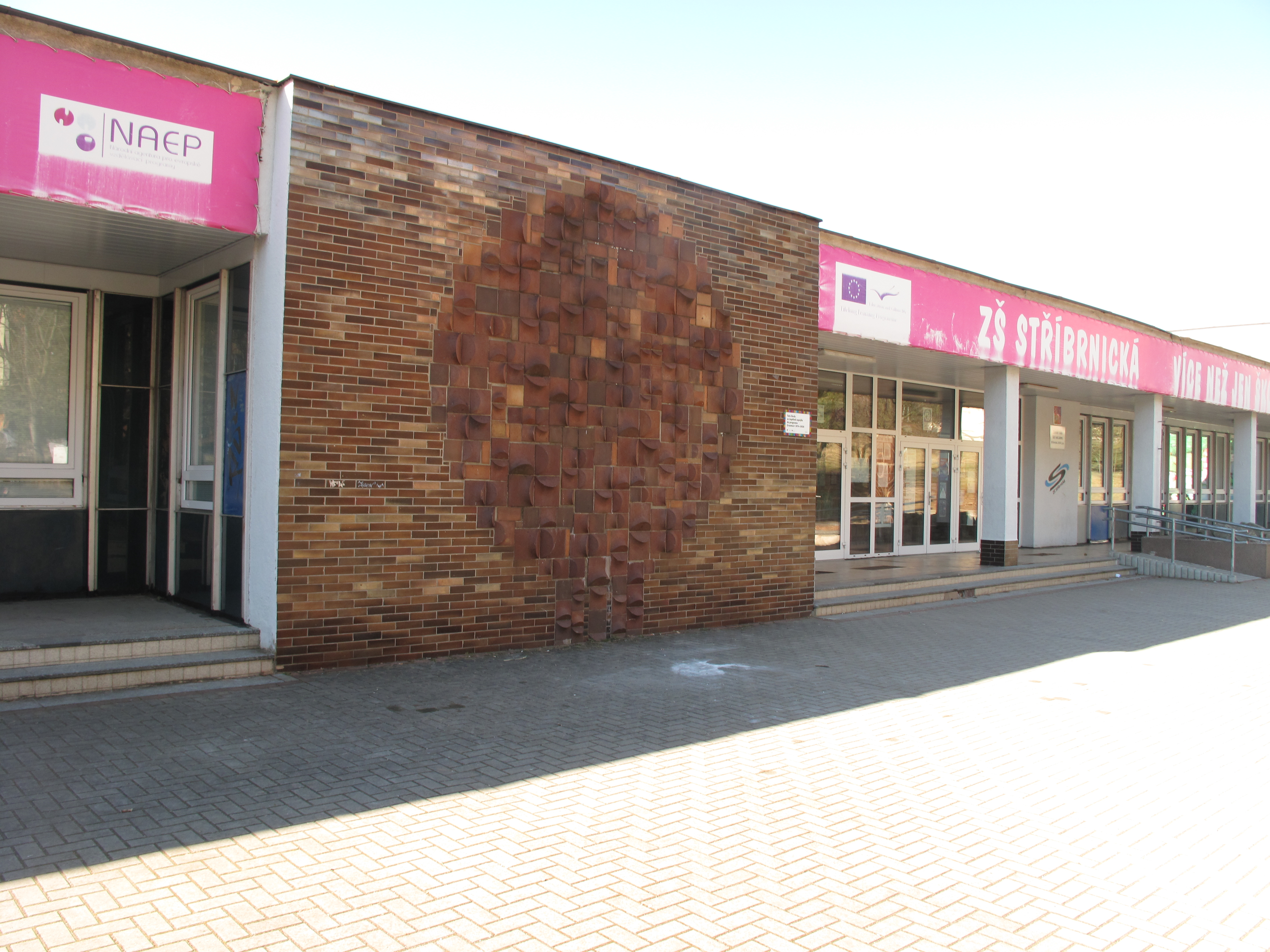
Reliéf keramického stromu na základní škole Stříbrnická v Ústí nad Labem
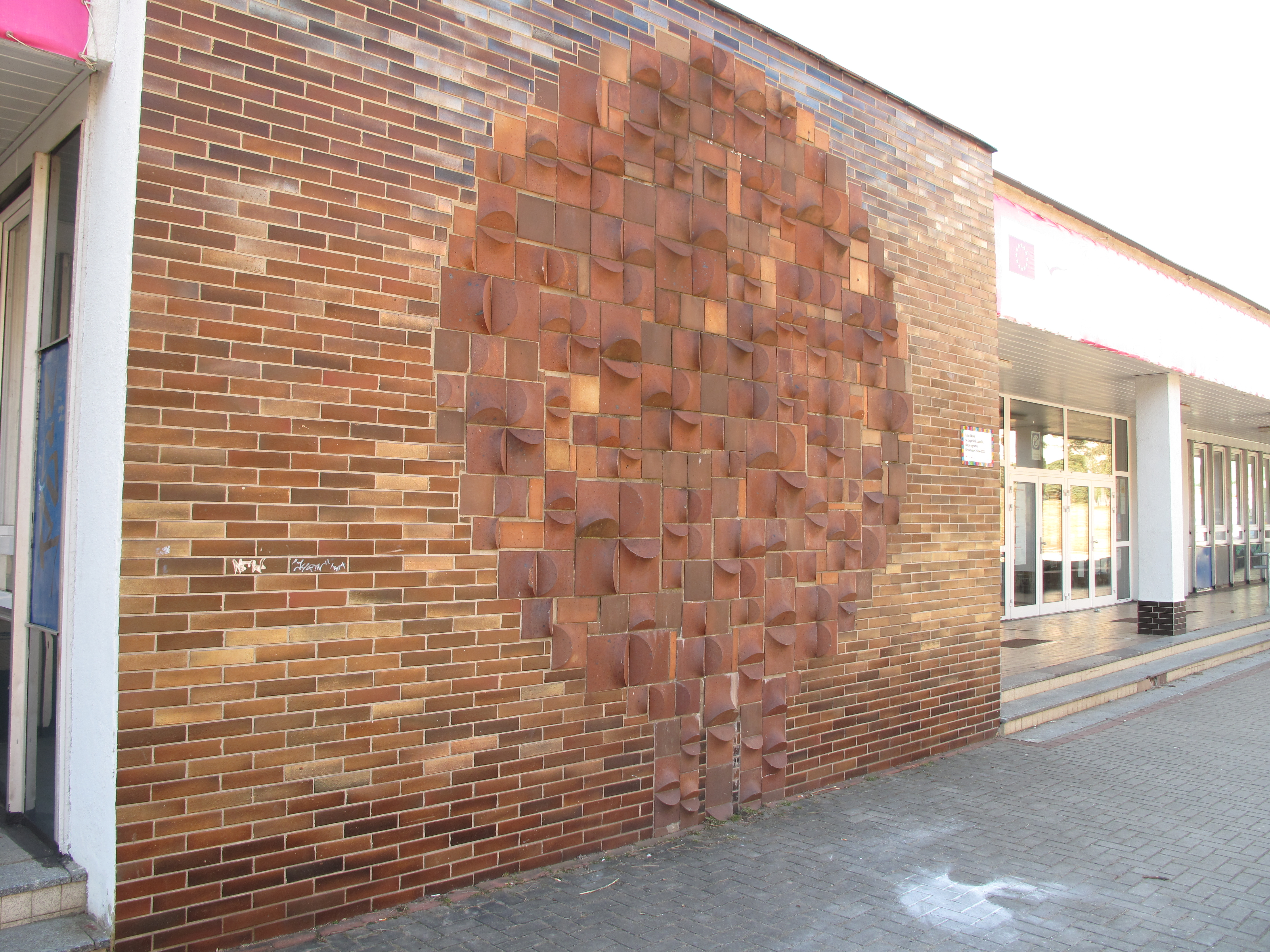
Bližší pohled
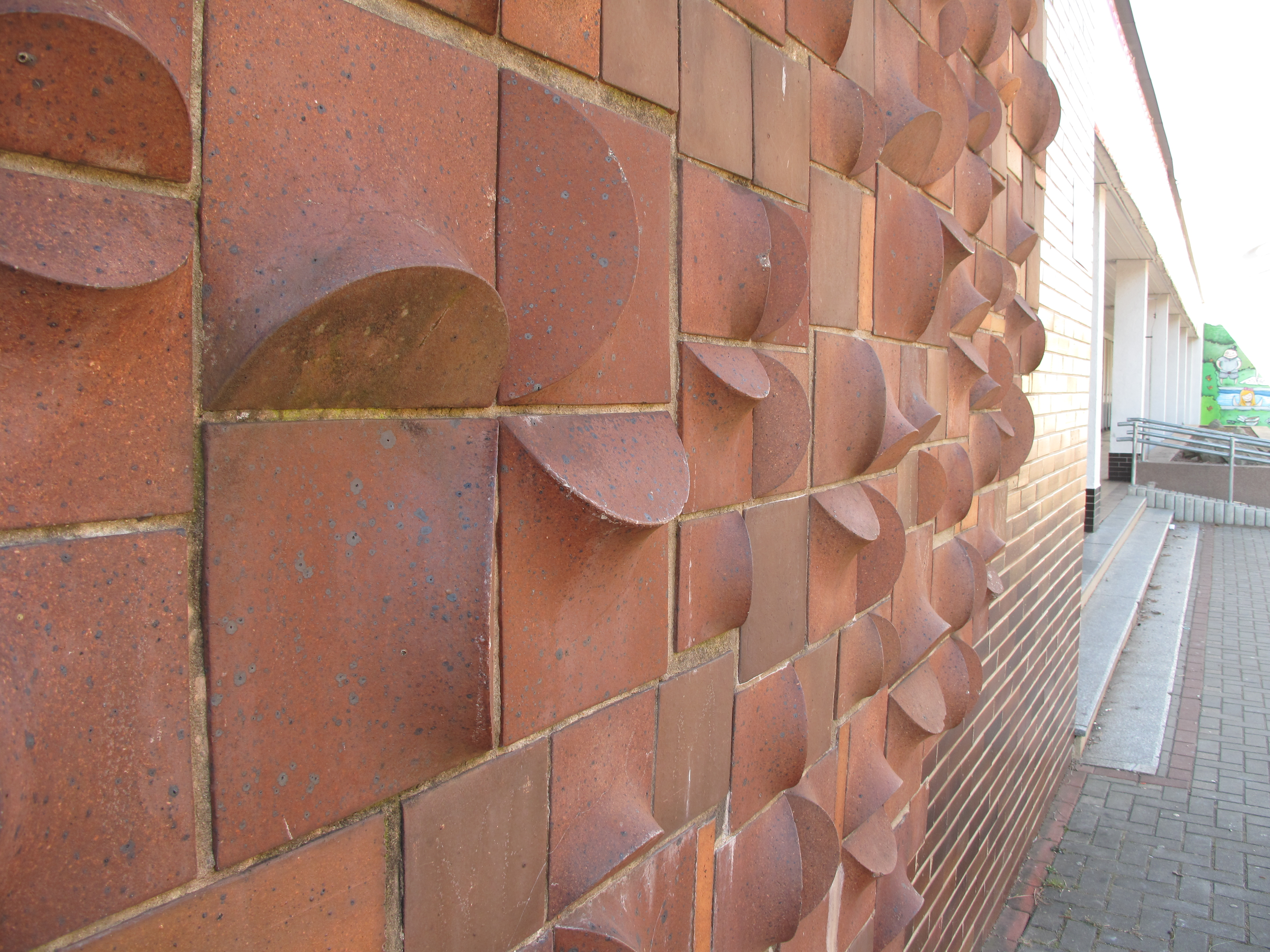
Detail
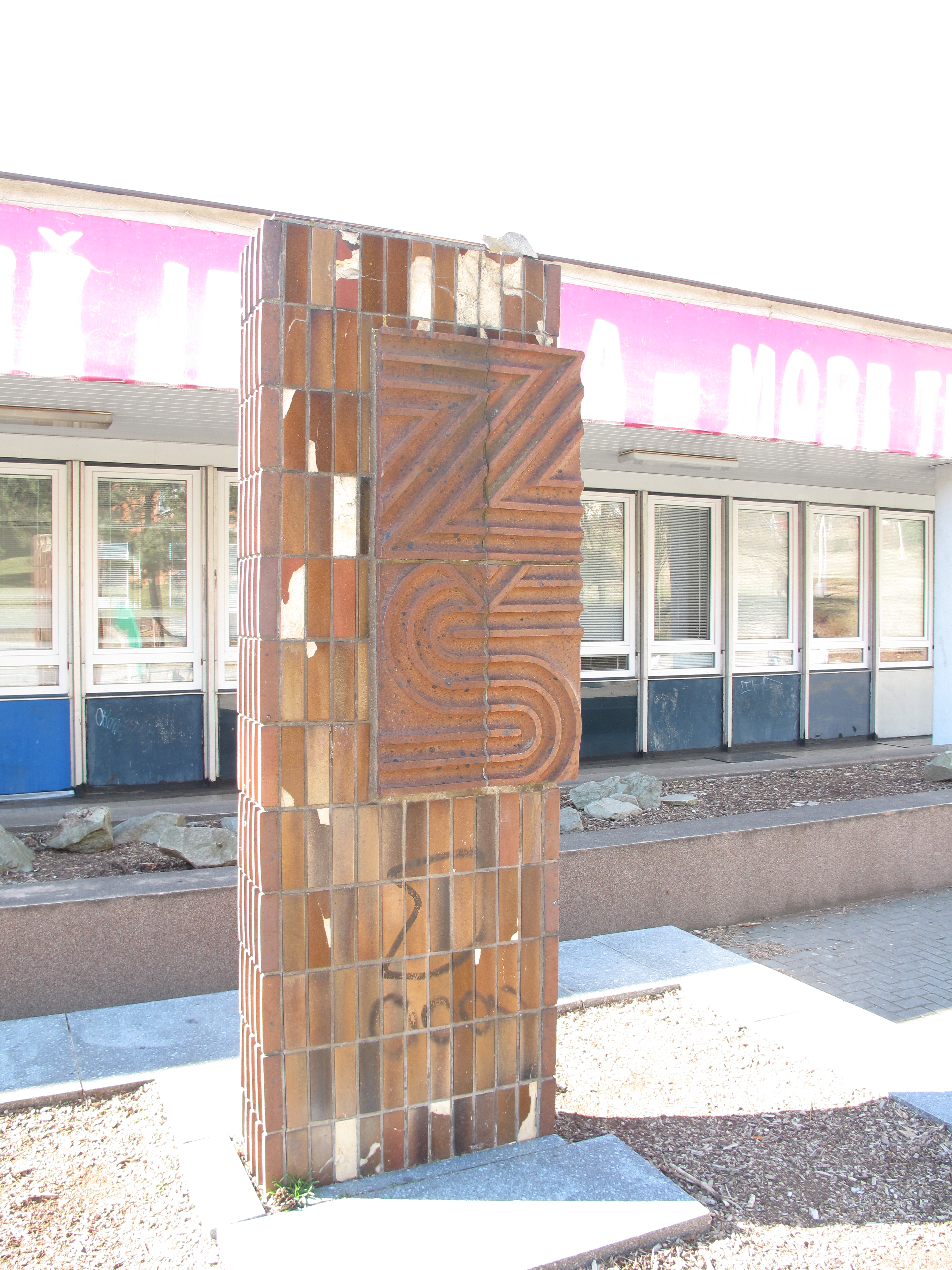
Dekorativní keramický sloup s nápisem ZŠ před školou ve Stříbrnické ulici
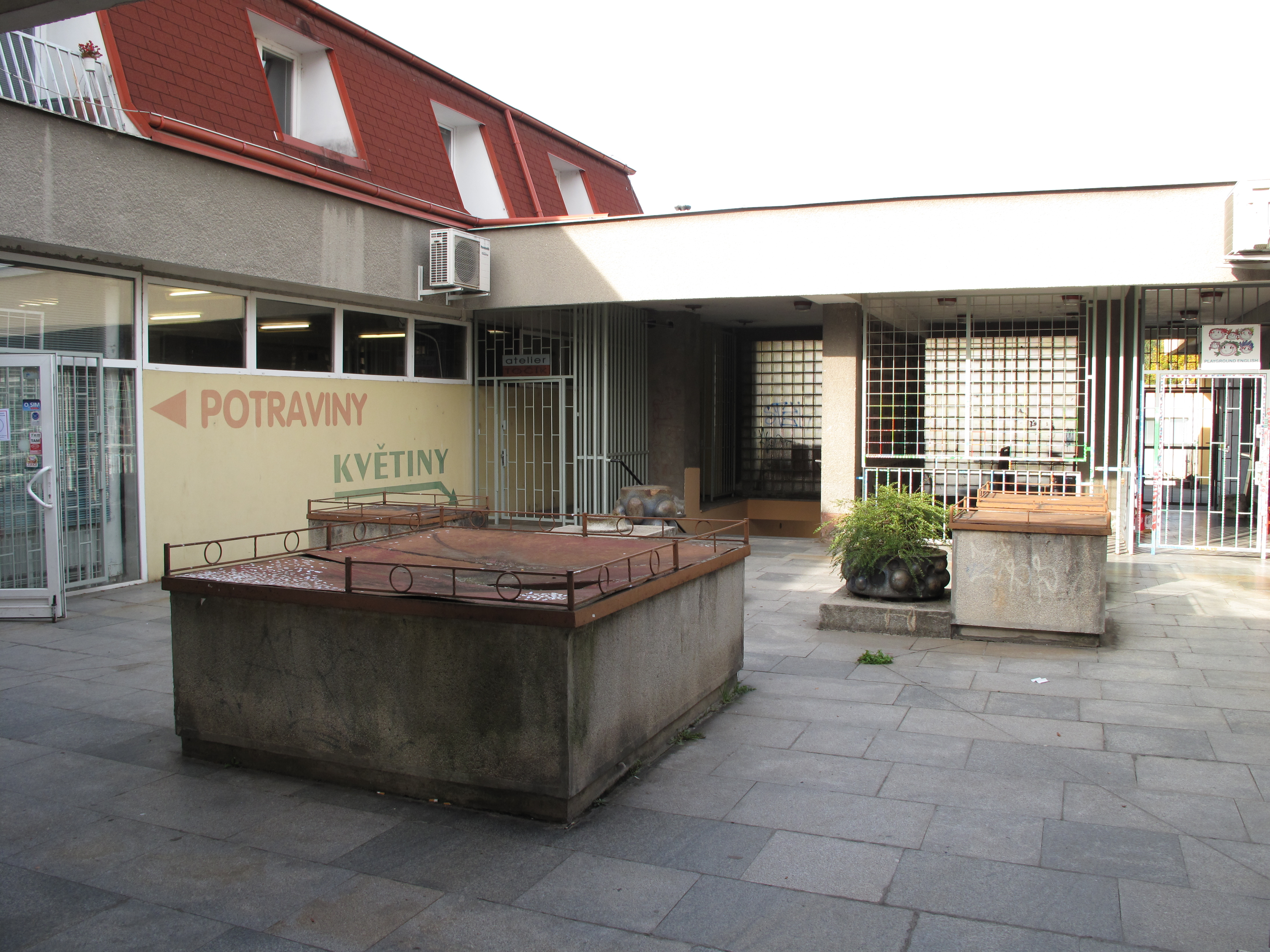
Keramické plastiky v atriu domu služeb v Kralupech nad Labem
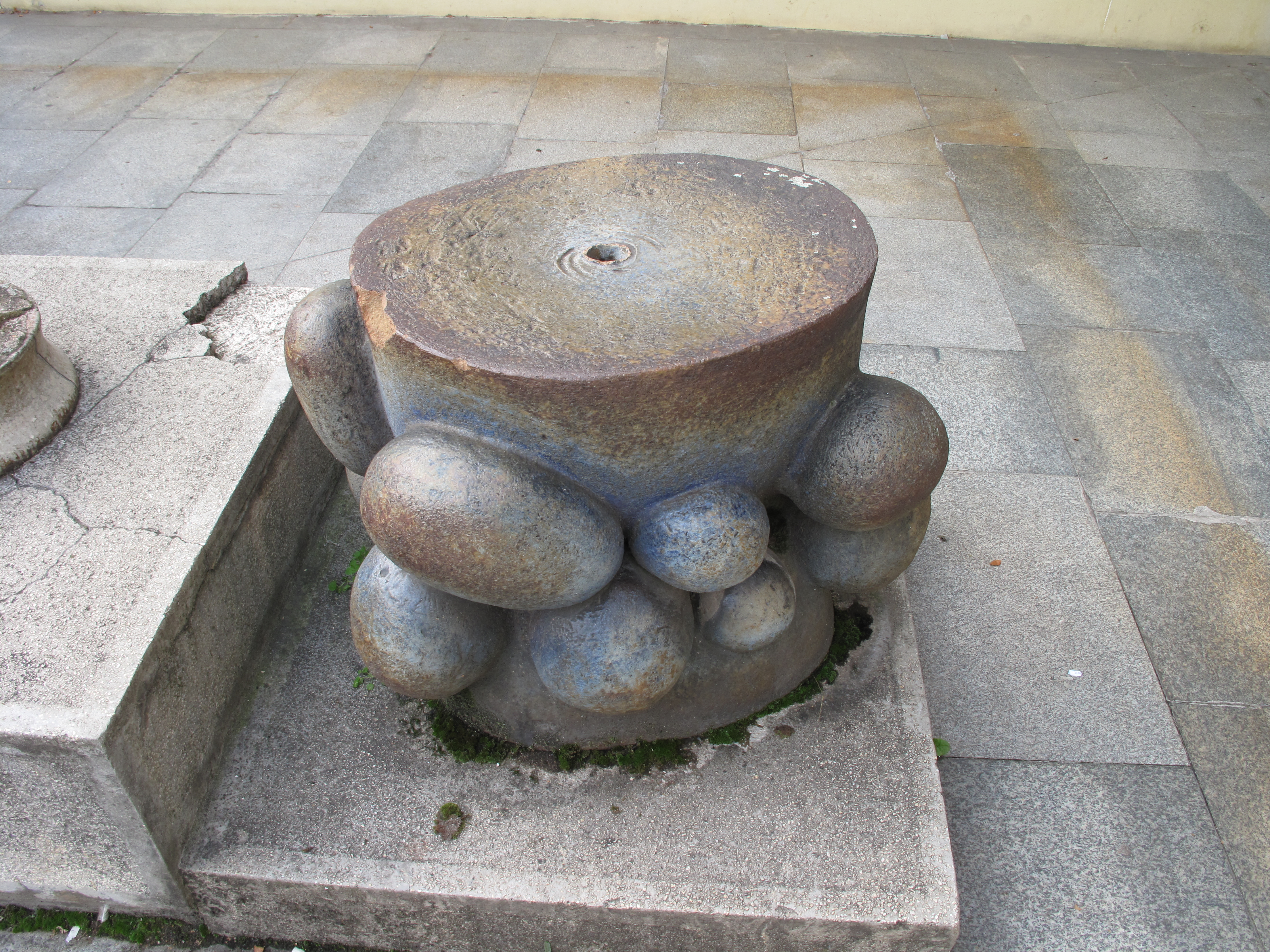
Detail jedné z plastik